# Genie in a Bottle
Genie in a Bottle – piosenka popowa stworzona na pierwszy album studyjny amerykańskiej piosenkarki Christiny Aguilery zatytułowany, po prostu, Christina Aguilera (1999). Wyprodukowany przez Davida Franka i Steve’a Kipnera, utwór wydany został jako inauguracyjny singel promujący krążek 22 czerwca 1999 roku. W 2000 kompozycja została nominowana do nagrody Grammy w kategorii najlepszy żeński występ pop.
Wydany jako pierwszy singel z debiutanckiego albumu Aguilery, „Genie in a Bottle” opublikowany został jako zaledwie drugi po „Reflection” singel solowy w karierze wokalistki. Szybko zyskał sławę na terenie Stanów Zjednoczonych, osiągnął pozycję #1 prestiżowego notowania Billboard Hot 100 oraz utrzymywał się na niej przez kolejnych pięć tygodni. Z podobnym sukcesem wydawnictwo spotkało się w Wielkiej Brytanii, gdzie osiągnęło szczyt listy UK Singles Chart. We wszystkich krajach, w których wydano singel, objął on pozycje w Top 10 oficjalnych zestawień przebojów singlowych (wyjątkiem były Japonia, gdzie Aguilera sukcesy zaczęła odnosić w ciągu kolejnych lat swej działalności artystycznej, Islandia – miejsce 16. – oraz Polska). Utwór był numerem jeden między innymi w Austrii, Belgii, Danii, Hiszpanii, Kanadzie, Norwegii i we Włoszech, a także trzecim pod względem sprzedaży singlem roku 1999. Zyskał również sukces artystyczny.
Hiszpańskojęzyczna wersja utworu, zatytułowana „Genio atrapado”. znalazła się na albumie Mi Reflejo (2000). Wideoklipy do obydwu singli „Genie in a Bottle” i „Genio atrapado” wyreżyserowała Diane Martel.

## Informacje o utworze

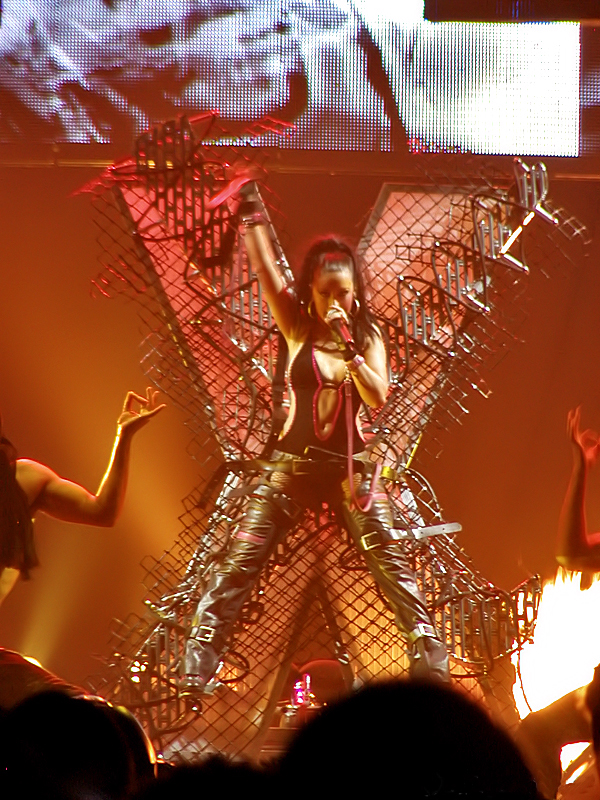
„Genie in a Bottle” stał się najbardziej znanym utworem Aguilery, jednym z częściej wykonywanych przez wokalistkę podczas koncertów. Zdjęcie przedstawia artystkę w trakcie światowego tournée, Stripped World Tour.

Po podpisaniu kontraktu z wytwórnią RCA Records, Aguilera rozpoczęła prace nad swoim debiutanckim albumem zatytułowanym, po prostu, Christina Aguilera. Utwór „Genie in a Bottle”. wytypowany na pierwszy singel promujący płytę, został skomponowany przez Davida Franka, Steve’a Kipnera oraz Pamelę Sheyne w 1998 roku, a nagrany w lutym 1999. Sheyne, która jako pierwsza nagrała demo piosenki, wyjawiła, że o prawa do „Genie in a Bottle” ubiegało się trzech artystów, wśród nich Aguilera. Pozostali to Paula Abdul i Innosense. Początkowo wykonawczyni nie była przekonana, czy kompozycja powinna zostać wydany jako główny singel z jej pierwszego albumu, uważając, że nie podkreśla w pełni jej talentu wokalnego. Pomiędzy Aguilerą a producentami muzycznymi doszło do konfliktu – nastoletnia piosenkarka chciała, by debiutancki singel prezentował jej możliwości, podczas gdy członkowie RCA uparcie nalegali na wydanie „Genie in a Bottle” w charakterze singla głównego, wierząc w jego przebojowość. Piosenka stanowi połączenie gatunków popu, dance- i teen popu, czerpie też z R&B, bubblegum pop i europopu. W dźwięk autor melodii David Frank wplótł instrumenty charakterystyczne dla hip-hopu i elektroniki, a także fortepian, perkusję i syntezatory. Piosenkę oparto na względnie wolnych ruchach 84 uderzeń na minutę. Jej początkowy tytuł brzmiał „If You Want to be with Me”.
Alternatywna, hiszpańskojęzyczna wersja utworu „Genie in a Bottle”. „Genio atrapado”. opublikowana została w 2000 na albumie Mi Reflejo i posłużyła za pierwszy singel promujący płytę. W 2008 na swej pierwszej składance z największymi przebojami, Keeps Gettin’ Better – A Decade of Hits, Aguilera zawarła utwór „Genie 2.0”, który stanowi remiks oryginału z 1999 (patrz niżej). Jest to utwór zrealizowany w konwencji muzyki elektronicznej. Dodatkowo fragmenty „Genie in a Bottle” użyte zostały w utworze „Thank You (Dedication to Fans...)” z albumu wokalistki Back to Basics (2006), zrealizowanym w podzięce dla fanów piosenkarki za lata wsparcia. Kolejną wersję przeboju, znaną pod nieoficjalną nazwą „Genie 3.0”. Aguilera zaprezentowała pod koniec marca 2014, gdy wystąpiła przed malezyjską publicznością.

### Tekst utworu
Piosenka wykorzystuje legendę dżinna jako seksualną metaforę, konkludując, że dziewczyna (bohaterka) będzie reagować podnieceniem tylko na odpowiedni dotyk. Podmiot liryczny to seksualnie stłumiona nastolatka. Na początku utworu stwierdza ona, że czuje się „szczelnie zamknięta w dobie samotnych nocy” (ang. „locked up tight for a century of lonely nights”) oraz wyczekuje seksualnego uwolnienia. Bohaterka poznaje następnie chłopaka, który zaczyna pobudzać jej zmysły oraz powoduje, że ma ochotę oddać mu się w akcie miłosnym („my body’s saying let’s go”), mimo własnej wstrzemięźliwości („my heart is saying no”). Niemniej jednak, refren wyraźnie daje do zrozumienia, że bohaterka oferuje swoje ciało chłopakowi: „Jeśli chcesz być ze mną, kochanie, nie masz nic do zapłacenia; jestem duszkiem w butelce, musisz potrzeć mnie tak, jak trzeba” („if you wanna be with me, baby there’s a price to pay; I’m a genie in a bottle, you gotta rub me the right way”). Magazyn Blender podsumował „Genie in a Bottle” jako „hymn o rodzącej się, młodzieńczej seksualności”.
Treść utworu wzbudziła z początku drobne kontrowersje, istniało bowiem przekonanie, że Aguilera jest zbyt młoda, by w tak wymowny sposób śpiewać o sprawach seksualnych, szczególnie z racji wykonywanego gatunku muzycznego (teen pop), znajdującego swoich słuchaczy zwłaszcza wśród młodych dziewcząt. W niektórych regionach świata piosenka została poddana cenzurze, podobnie postąpiły rynki nakierunkowane na młodzieżowych odbiorców (między innymi Radio Disney). W ocenzurowanej wersji utworu Aguilera śpiewa: „musisz traktować mnie we właściwy sposób” („you gotta treat me the right way”) zamiast „musisz potrzeć mnie tak, jak trzeba” („you gotta rub me the right way”). Aguilera obroniła tekst „Genie in a Bottle” w wywiadzie z autorami książki 1000 UK #1 Hits, Jonem Kutnerem i Spencerem Leigh:

Jest nieco dwuznaczny, ale w pozytywny sposób. Traktuje o dziewczynie, która jest pełna tupetu i lubi grać trudną do zdobycia, lecz zarazem wymaga szczerości w związku. Wers „Moje ciało mówi ‘chodź’, a serce mówi 'nie'” podkreśla istotę rzeczy.

### Obecność w kulturze masowej
Singel stał się światowym przebojem oraz jedną z najbardziej znanych (obok między innymi „Beautiful”) piosenek Christiny Aguilery. Fenomenalnie, dzięki „Genie in a Bottle” Aguilera na stałe zapewniła sobie miejsce w popkulturze, jako wykonawczyni utworu, który już w miesiąc po swojej premierze uzyskał status platynowego singla. Piosenka stała się podmiotem licznych coverów (patrz niżej) i parodii (najbardziej znanymi zostały utwory „Weenie in a Bottle” w wykonaniu Hawaiian Ryana oraz „Warm Bottle”. zrealizowany jako pastisz dla strony internetowej madblast.com). Była wykonywana przez uczestników programów typu talent shows, wykorzystano ją w serialu dokumentalnym Bring It On (2001) oraz w grach wideo Karaoke Revolution Volume 2 (2004) i Dance Dance Revolution Extreme 2 (2005). W 2007 amerykańska stacja telewizyjna VH1 zorganizowała ranking „100 najlepszych utworów muzycznych lat 90.”. w którym piosence „Genie in a Bottle” przypisano pozycję trzydziestą ósmą. Przebój sprzedał się w nakładzie blisko siedmiu milionów egzemplarzy i znajduje się na liście najlepiej sprzedających się singli świata.
W 2001 roku utwór wykonany został przez Nicole Scherzinger i Taryn Manning w programie typu talent show Popstars USA. Nagranie emitowane było w trakcie turnieju wielkoszlemowego US Open 2014, za każdym razem, gdy na korcie pojawiała się kanadyjska tenisistka Eugenie Bouchard. Na cześć piosenki Bouchard nadano pseudonim „Genie”. Jesienią 2016 roku cover utworu został wykorzystany w serialu komediowym firmy Netflix Spadajcie, hejterzy! (Haters Back Off), w odcinku piątym pt. Staring in a Musicall. Coveru dokonała Colleen Ballinger, odtwórczyni roli głównej. Utwór wykorzystano też w sitcomie Jess i chłopaki (New Girl, 2016), gdzie wykonała go Zooey Deschanel. Sampel z piosenki „Genie in a Bottle” pojawia się w refrenie debiutanckiego solowego singla Camili Cabello, „Crying in the Club” (2017).

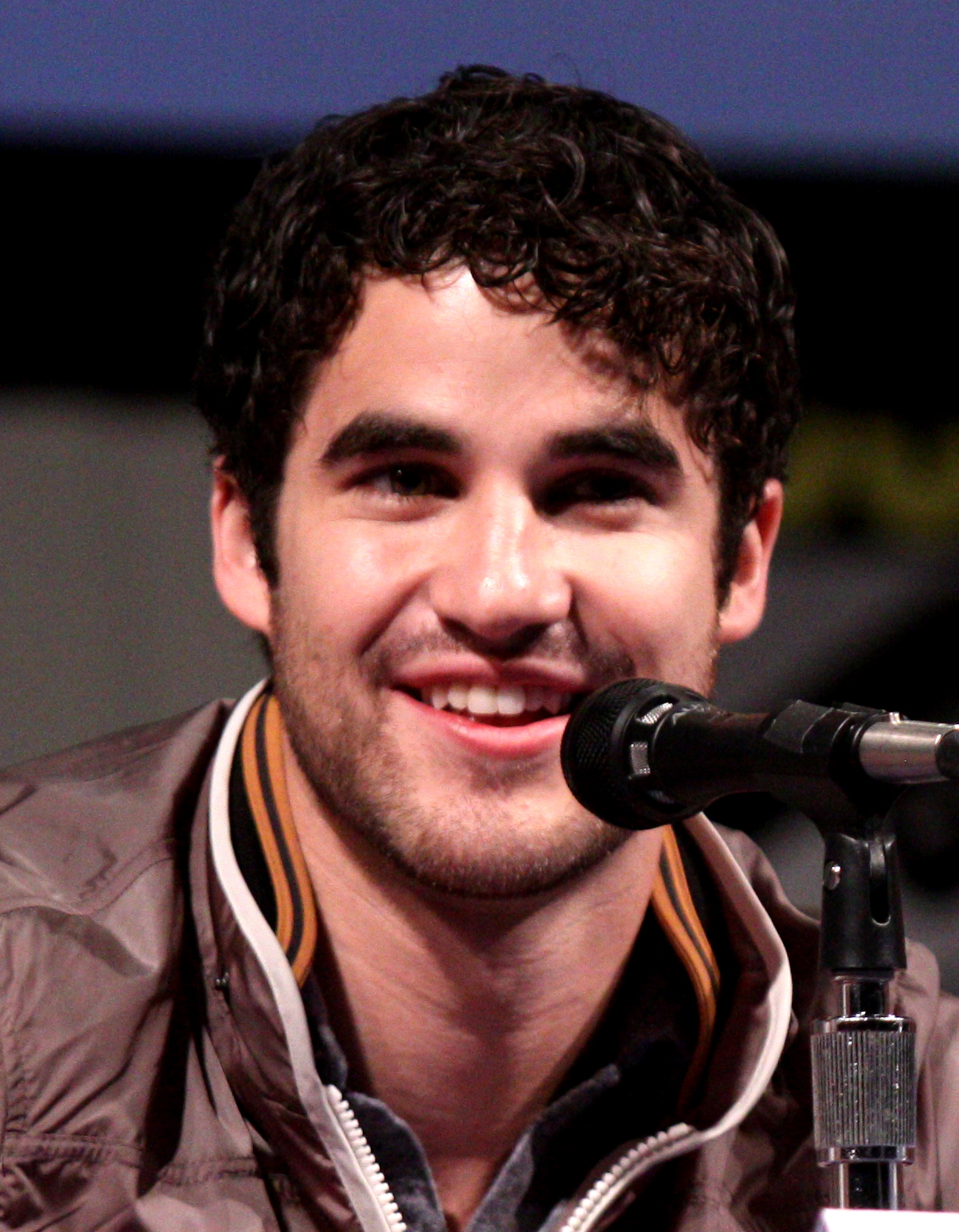
W 2018 roku Darren Criss wykonał piosenkę podczas koncertu w Benedum Center, w Pittsburghu.

W styczniu 2018 roku wyemitowany został odcinek programu Lip Sync Battle, honorujący katalog muzyczny Aguilery. W ramach odcinka piosenkarka i gwiazda telewizji, Erika Jayne, wystąpiła z utworami „Genie in a Bottle” i „Fighter”; całemu show przyglądała się obecna w studio nagraniowym Aguilera. Piosenka została wykorzystana w off-broadwayowskiej adaptacji filmu Szkoła uwodzenia (Cruel Intentions) i była wykonywana przez aktorkę Katie Stevens. Drag queen Farrah Moan występowała z utworem podczas drag shows. W czerwcu 2018 aktor i wokalista Darren Criss zaśpiewał cover „Genie in a Bottle” w trakcie koncertu w Pittsburghu.
Do nagrania nawiązuje Lauren Alaina w swoim utworze „Ladies in the '90s” (2018), hołdującym muzyce lat dziewięćdziesiątych. Ewelina Lisowska wystąpiła z piosenką w programie Twoja twarz brzmi znajomo (2019). Jason Derulo użył samplingu z „Genie in a Bottle” w swoim nagraniu „Talk with Your Body” (2019). Cover utworu znalazł się na ścieżce dźwiękowej z filmu Yes, God, Yes (2019). Latem 2020 roku serwis The Pudding przeprowadził badanie, które miało wyłonić najbardziej ikoniczne piosenki lat dziewięćdziesiątych i utwory najlepiej znane przez przedstawicieli Pokolenia Z oraz milenialsów. „Genie in a Bottle” był dwudziestym w kolejności nagraniem z najwyższym współczynnikiem rozpoznawalności.

## Wydanie singla

Logo singla

Światowa premiera singla przypadła na lato 1999, 22 czerwca tego roku; wówczas „Genie in a Bottle” opublikowano na terenie Stanów Zjednoczonych. W USA utwór wydano na płytach kompaktowych, wspólnie z balladą Aguilery „Blessed” na „stronie B”, a także na promocyjnych płytach CD, których wydanie poprzedzało oficjalną premierę singla. W sklepach muzycznych w formie EP wydanych zostało sześć remiksów piosenki. 9 sierpnia 1999 singel został wydany w Niemczech, dwa i pół tygodnia później, 26 sierpnia – we Francji. Niemiecki singel CD zawierał utwór „We’re a Miracle” na „stronie B”. Pomimo popularności formatu 12” Winyl pod koniec lat dziewięćdziesiątych, singel nie był publikowany w tej formie.
W związku z bogatą promocją airplayową i wysoką sprzedażą singli CD w Stanach Zjednoczonych, „Genie in a Bottle” wspiął się na pozycję #1 w notowaniu Billboard Hot 100. Sukcesy odnosił na innych listach prestiżowego magazynu Billboard, w tym Top 40 Mainstream, Hot 100 Airplay i Rhythmic Top 40, ponadto zajął miejsce siódme w zestawieniu podsumowującym przeboje notowania Billboard Hot 100 w roku 1999. Na przełomie lipca i sierpnia 1999 „Genie in a Bottle” spędził w sumie pięć tygodni z rzędu na szczycie listy Hot 100, co z miejsca uczyniło z niego singel roku, który osiągnął największy sukces obok „Livin’ la Vida Loca” w wykonaniu Ricky’ego Martina oraz „If You Had My Love” Jennifer Lopez. Pod koniec roku rekord ustanowiony przez Aguilerę, Martina i Lopez przebił utwór „Smooth” Santany i Roba Thomasa, który pierwszą pozycję notowania okupywał łącznie przez dziesięć kolejnych tygodni. Zdaniem dziennikarza muzycznego Jasona Lipshutza, żaden z późniejszych przebojów Aguilery (jak „Come on Over Baby (All I Want Is You)” czy „Moves Like Jagger”) nie definiował ścieżek jej kariery tak, jak „Genie in a Bottle”.
Singel zajął pozycje #1 na dwudziestu jeden listach przebojów singlowych dookoła świata. Został numerem jeden między innymi w Argentynie, Austrii, Belgii, Danii, Hiszpanii, Kanadzie, Meksyku, Norwegii, Wielkiej Brytanii i we Włoszech. W sumie był notowany w Top 5 lub Top 10 większości list, na których się pojawił, a szczególną popularność zyskał w Ameryce Północnej, Europie oraz Australii i Oceanii. W drugiej połowie września 1999 obwołany został jako nagranie najczęściej emitowane przez europejskie stacje radiowe. Zajął miejsce drugie w notowaniu przebojów singlowych Australii, drugie w Nowej Zelandii, Niemczech, Irlandii, Holandii, Szwajcarii i Republice Południowej Afryki, trzecie we Francji, czwarte w Brazylii i Grecji oraz piąte w Szwecji. „Genie in a Bottle” był pierwszym z singli Aguilery, który uplasował się na szczycie zestawienia ogólnoświatowych przebojów United World Chart. W Polsce uwzględniony został w trzech listach. Zajął miejsce dwunaste zestawienia przebojów radiowych, skompilowanego przez Music & Media, a na liście przebojów Programu Trzeciego dotarł do pozycji dwudziestej dziewiątej. W notowaniu 30 ton – lista, lista przebojów (stanowiącym nieoficjalną polską listę singlowych przebojów do roku 2006) objął miejsce #11. Przez lata „Genie in a Bottle” pozostawał największym przebojem Aguilery w polskich radiofoniach, a także jednym z najlepiej sprzedających się singli wokalistki w Wielkiej Brytanii. W Anglii w latach 1999–2013 singel kupiło niemal siedemset tysięcy Brytyjczyków. Witryna chartsaroundtheworld.com podaje, że „Genie in a Bottle” to jedna z najpopularniejszych piosenek 1999 roku.

## Opinie
Pod koniec 1999 dziennikarze czasopisma The Village Voice uznali „Genie in a Bottle” za utwór relewantny. Nagranie zostało uznane za jeden z najlepszych singli roku w corocznym rankingu Village Voice o nazwie „Pazz & Jop”. W zestawieniu piosenka wyprzedziła przebój „...Baby One More Time” Britney Spears. Dziennikarka Nana-Adwoa Ofori (AOL Radio) uwzględniła utwór na szczycie listy dziesięciu najlepszych singli wokalistki, przytaczając go jako muzyczną „wizytówkę” wykonawczyni. W podobnych zestawieniach redaktorzy serwisu internetowego Top10HM wyróżnili piosenkę miejscem siódmym, Bill Lamb (About.com) – drugim miejscem, a Christopher Rosa (thecelebritycafe.com) – miejscem czwartym. Zdaniem Rosy, „Genie in a Bottle” to klasyk, którego spektakularności nie trzeba opisywać słowami; by ją pojąć, wystarczy przesłuchać piosenkę. Portal PopCrush.com okrzyknął „Genie in a Bottle” drugim (po „Beautiful”) najlepszym singlem Aguilery, który w dodatku postawił ją obok Britney Spears jako popowy fenomen.
Serwis Complex nazwał piosenkę największym hitem Aguilery. Jason Lipshutz (Billboard) podsumował pierwszy przebój Aguilery jako „starannie skonstruowaną popową eksplozję”. jeden z najważniejszych momentów w jej karierze muzycznej. Hillary Scales ze strony internetowej hecklerspray.com wymieniła „Genie in a Bottle” na liście sześciu najbardziej nieprzyzwoitych utworów muzycznych minionych lat. W marcu 2014 serwis top50songs.org podał, że internauci uznają „Genie in a Bottle” za jedną z trzech najlepszych piosenek Christiny Aguilery. Redaktorzy witryny fiftyfour.it określili „Genie in a Bottle” jako nagranie, które zmieniło muzykę lat dziewięćdziesiątych. Portal buzzfeed.com wskazał singel jako najważniejszą piosenkę lata 1999 roku. Pod koniec sierpnia 2014 Jason Lipshutz, redaktor magazynu Billboard, okrzyknął singel jako drugi w kolejności największy hit Aguilery w Stanach Zjednoczonych (po „Moves Like Jagger”). Ponad miesiąc później angielski dziennikarz Justin Myers, członek organizacji The Official Charts Company, nazwał nagranie drugim co do ważności przebojem Aguilery w Wielkiej Brytanii. Bianca Gracie z serwisu o nazwie Idolator stwierdziła, że „Genie in a Bottle” odseparował Aguilerę od innych artystek bubblegum-popowych, dodała też, że dzięki „aksamitnemu wokalowi” oraz „seksualnemu podtekstowi”, którymi cechuje się nagranie, wykonawczyni zyskała znak rozpoznawczy. Sabienna Bowman (bustle.com) obwołała kompozycję jednym z największych wakacyjnych przebojów, a Christopher Rosa (Glamour) pisał: „piosenka ta zdefiniowała okołomilenijny pop”.
Estelle Tang (Elle) wierzy, że „Genie in a Bottle” to jedna z najlepszych piosenek popowych lat dziewięćdziesiątych.

### Recenzje
„Genie in a Bottle” uzyskał korzystne recenzje krytyków muzycznych. Tom Lanham (Entertainment Weekly) wydał utworowi pozytywną recenzję, choć jego tekst uznał za zbyt dwuznaczny. „Jeszcze jeden eks-myszkieter staje na drodze przeciw popowemu sukcesowi Britney z sugestywną, syntezatorową melodią i ochrypłym głosem przed osiemnastym rokiem życia. Podczas gdy muzyka powiewa rhythm and bluesową lekkością, jękliwy refren 'Genie in a Bottle’ Christiny Aguilery jest nieswojo dorosły: 'Jestem duszkiem w butelce, musisz potrzeć mnie we właściwą stronę, kochanie'” – pisał recenzent. Lanham, w odwołaniu do skali szkolnej, A–E, wydał singlowi notę „B+”. Uznany krytyk muzyczny Robert Christgau okrzyknął singel „olśniewająco mądrym kawałkiem o nastoletnim odkrywaniu siebie”. Barry Walters (Rolling Stone) pozytywnie ocenił stronę instrumentalno-rytmiczną utworu oraz tekst. Pamflecista strony internetowej o nazwie Traveling to the Heart podsumował piosenkę jako świetny debiut, docenił fakt, że „Genie in a Bottle” nie został wyprodukowany przez Maksa Martina, który stworzył multum przebojów muzycznych końca lat dziewięćdziesiątych, oraz nazwał singel „jednym z najlepszych utworów popowych nienapisanych przez Martina”. Recenzent pochwalił również potencjał wokalny Aguilery, zauważając, że „jej głos bez trudu przemieszcza się od góry do najniższych tonów”. Autor witryny musicaddiction2.com nazwał „Genie in a Bottle” „nostalgią swojego okresu dojrzewania”. „genialnym utworem, który emanuje wspaniałym, tanecznym popem”. „Wokal Christiny zawsze brzmiał bardzo dobrze, a ten kawałek pokazuje niezwykłą rozpiętość jej głosu – artystka zaczyna śpiewać od najniższych rejestrów, a kończy na tych naprawdę wysokich. Nawiązania seksualne są podniecające, a jednocześnie tak skromne, że brzmią niewinnie” – pisał dalej recenzent. W omówieniu dla portalu muzycznego Allmusic.com Ed Hogan uznał „Genie in a Bottle” za nagranie, które „nie mogło okazać się chybioną kompozycją”. Hogan docenił również walory produkcyjne piosenki oraz „porażające, brzmiące bardzo dojrzale” wokale Aguilery.
W swej recenzji z 2019 roku dziennikarz Michiel Vos pisał: „Utwór pozostaje ponadczasowym klasykiem i cechuje się wybitną produkcją. Powinien być przytaczany jako przykład na zajęciach z pisania popowych przebojów”.

## Teledysk
Wideoklip do utworu powstał w kwietniu 1999 roku u wybrzeży Pacyfiku, w Malibu w stanie Kalifornia, wyreżyserowany przez Diane Martel. Choreografię stworzyli Jermaine Browne oraz Darrin Henson. Zdjęcia realizowano na tej samej plaży, na której inna wokalistka popowa Britney Spears kręciła swój teledysk „Sometimes”. Oba wideoklipy powstawały w tym samym miesiącu. Klip wywołał kontrowersje, ze względu na kuse, plażowe stroje, które młodociana wówczas wokalistka nosiła na sobie podczas jego realizacji. Śmiałość teledysku i jego erotyczna wymowa zwróciły uwagę na tekst piosenki „Genie in a Bottle”, który uznano za zbyt sugestywny.
Opisując treść wideoklipu w wywiadzie udzielonym twórcom programu telewizyjnego Entertainment Tonight (ET), Aguilera powiedziała: Klip jest o mnie i grupie moich przyjaciół; bawimy się na plaży, spędzamy wspólnie lato. Fajnym elementem teledysku są układy choreograficzne inspirowane tańcem arabskim. Wideo rozpoczyna scena, w której Aguilera leży na plaży, ubrana w krótkie szorty oraz biały top odsłaniający brzuch. Następnie, w jeansowym stroju, wokalistka widziana jest na pokładzie statku. Następuje scena taneczna, w której Aguilera wykonuje układ choreograficzny w białej koszulce, pomarańczowych spodniach i skąpym szalu. Teledyskowi przyjaciele wokalistki pojawiają się w jej domku plażowym, gdzie poznają grupę chłopaków prowadzących czerwonego chevroleta. Klęcząc na masce owego auta oraz opierając się o jego szybę, piosenkarka – ubrana w różowy T-shirt i białe rybaczki – śpiewa następnie dalszą część utworu; w wozie występowi przygląda się przystojny pasażer. Wideoklip wieńczy scena, w której jeden z chłopców goni Christinę; następnie obydwoje siedzą wraz z grupą przyjaciół przy rozpalonym na plaży ognisku. Josh Duhamel, w 1999 początkujący aktor i były model, wystąpił w wideoklipie w roli cameo, jako jeden z gości w domku na plaży. Klip stał się przebojem telewizji muzycznych dookoła świata, w Stanach Zjednoczonych tryumfował w zestawieniu Total Request Live stacji MTV (spędził w sumie sześćdziesiąt pięć dni w Top 10 notowania). Był też nominowany do nagrody Billboard Music Video w trzech kategoriach. Teledysk do utworu „Genie in a Bottle”. opublikowany przez oficjalny kanał VEVO Christiny Aguilery w serwisie YouTube, został odtworzony ponad sto czterdzieści milionów razy (stan na luty 2020). Pop-punkowy zespół Blink-182 sparodiował teledysk Aguilery w swym klipie „All the Small Things” (2000). Wokalista Tom DeLonge odegrał w nim młodego mężczyznę leżącego na plaży i śpiewającego do kamery.

## Promocja i wykonania koncertowe

### Promocja medialna
Promocja singla obejmowała liczne występy Christiny Aguilery w rozrywkowych programach telewizyjnych oraz podczas masowych imprez muzycznych. Lipcem 1999 roku wokalistka odśpiewała singel podczas jednego z odcinków programu telewizji BBC Top of the Pops, także latem wystąpiła na pierwszej gali wręczenia nagród Teen Choice Awards. 16 września 1999 zaprezentowała utwór w trakcie talk show CBS-u Late Show with David Letterman. W celach promocyjnych Aguilera ruszyła w krótką, reżyserowaną przez Aleksa Alessandroniego trasę „'Genie in a Bottle’ Promotional Tour, '99”, która odbyła się w drugiej połowie 1999. Pod koniec grudnia Aguilera promowała utwór podczas występu w sylwestrowym programie stacji MTV New Year’s Eve Special. Aguilera pojawiła się w roli cameo w odcinku „Let’s Eat Cake” dziesiątego sezonu serialu młodzieżowego FOX-u Beverly Hills 90210. Wystąpiła w roli samej siebie, śpiewając „Genie in a Bottle” na przyjęciu urodzinowym jednego z bohaterów.
19 marca 2000 artystka wykonała singlowe „Genie in a Bottle” i „I Turn to You” w trakcie programu telewizji syndykacyjnej Showtime at the Apollo. 23 czerwca 2000 wystąpiła z „Genie in a Bottle” na Disney Summer Jam, imprezie młodzieżowej organizowanej przez Disney Music Group. Grudniem roku 2000 pojawiła się podczas show ABC ABC Christmas Special (znanego też jako 25 Days of Christmas), odśpiewując w sumie osiem utworów, w tym także „What a Girl Wants” i „I Turn to You”. oraz wieńcząc koncert interpretacją szlagiera „Climb Ev’ry Mountain” z musicalu The Sound of Music. Promocja utworu obejmowała także występy na galach Summer Music Mania (lipiec 1999), Pleasure Island Concert (1 października '99), Gala de la hispanidad (12 października '99) i MLS Cup (21 listopada '99) oraz w programach Total Request Live (17 września '99), Soul Train (10 października '99) i Hit machine (październik '99).

### Późniejsze występy

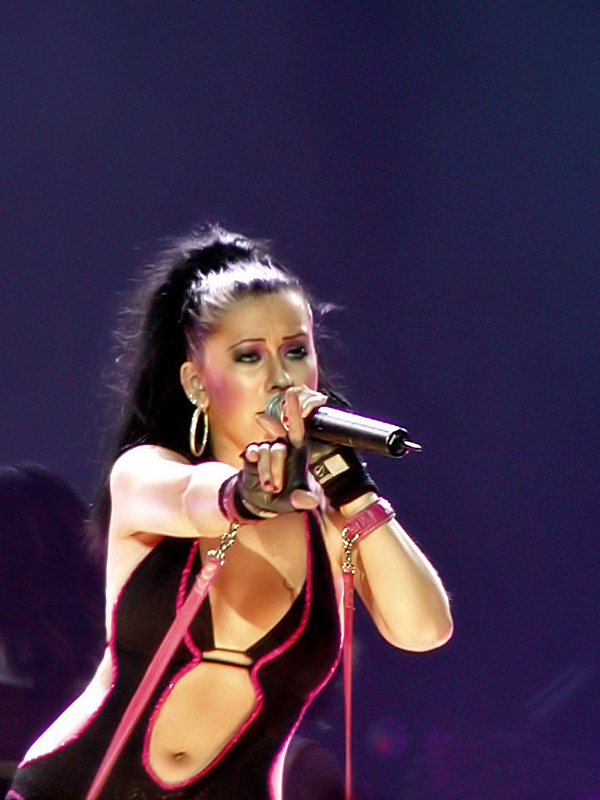
Występ Aguilery z piosenką „Genie in a Bottle” podczas Stripped World Tour

Utwór jest stałym elementem tras koncertowych Aguilery. Artystka koncertowała z „Genie in a Bottle” podczas tras: Sears & Levis US Tour po Ameryce Północnej (lipiec–październik 2000), Christina Aguilera Latin American Tour 2001 po Ameryce Północnej i Japonii (styczeń/luty 2001), Justified and Stripped Tour po USA i Kanadzie (czerwiec–wrzesień 2003) oraz Stripped World Tour po Europie, Japonii i Australii (wrzesień–grudzień 2003).
Dnia 7 września 2008 Aguilera wystąpiła z elektroniczną wersją przeboju, wykonując medley piosenek „Genie 2.0” oraz „Keeps Gettin' Better”; okazją do występu było dwudziestopięciolecie gali MTV Video Music Awards. 23 listopada 2008, podczas gali American Music Awards 2008, wykonała medley sześciu swych największych hitów, w grupie których znajdował się „Genie in a Bottle”.
Wiosną 2010, promując album Bionic w porannym talk show stacji CBS The Early Show, Aguilera wystąpiła z medley singli „Genie in a Bottle” i „What a Girl Wants”. tuż po zaprezentowaniu nowej wówczas piosenki „Not Myself Tonight”. Jak poinformowała telewizja CBS News, medley był mocno chwalony przez fanów artystki. 31 grudnia 2013 roku wokalistka dała prywatny, sylwestrowy koncert w Moskwie. Na setlistę złożyło się czternaście utworów, wśród nich medley singli „Genie in a Bottle” oraz „Come on Over Baby (All I Want Is You)”. Aguilera miała wystąpić z piosenką podczas festiwalu muzycznego Twin Towers Alive w Petronas Towers w Kuala Lumpurze dnia 28 marca 2014. Koncert został odwołany z powodu katastrofy lotu Malaysia Airlines 370. Mimo to, zorganizowano występ artystki przed prywatną publicznością. 27 lipca 2015 wokalistka dała koncert podczas prywatnej imprezy Cisco Rocks, organizowanej przez firmę Cisco Systems. Przed publicznością wykonała między innymi „Genie in a Bottle”. 28 maja 2016 występ artystki przed dwustutysięczną widownią zamknął marokański festiwal muzyczny Mawazine. Wśród dwudziestu odśpiewanych przez Aguilerę piosenek znalazła się „Genie in a Bottle” (w aranżacji „3.0”). Dwa miesiące później, 30 lipca, Aguilera zaśpiewała utwór na koncercie inaugurującym otwarcie hali widowiskowej Black Sea Arena w Gruzji.
„Genie in a Bottle” było jednym z dwóch nagrań, które otwierały trasę koncertową The Liberation Tour (2018). 31 grudnia, tuż przed północą Aguilera pojawiła się na scenie w Nowym Jorku i dała koncert, będący częścią sylwestrowego programu Dick Clark’s New Year’s Rockin’ Eve. Zaśpiewała „Genie in a Bottle”. Pod koniec stycznia 2019 Aguilera wystąpiła podczas koncertu współorganizowanego przez iHeartRadio, stanowiącego zapowiedź jej rezydentury The Xperience. Jednym z utworów, które wykonała, był „Genie in a Bottle”. Nagranie wykonywała też w trakcie samej rezydentury, przypadającej na okres od maja do października 2019. Następnie piosenkę wpisano na setlistę europejskiej trasy koncertowej The X Tour (2019).

## Nagrody i wyróżnienia
Australijska organizacja Australian Recording Industry Association (ARIA) przyznała utworowi „Genie in a Bottle” status platynowego singla, podobnie zresztą jak organizacje rynków muzycznych Belgii (spektakularna sprzedaż pięćdziesięciu tysięcy egzemplarzy singla), Niemczech (pięćset tysięcy wyprzedanych egzemplarzy), Nowej Zelandii (nakład przekraczający czterdzieści pięć tysięcy sprzedanych egzemplarzy; z czasem przyznany certyfikat potrójnej platyny), Wielkiej Brytanii (ponad osiemset osiemdziesiąt tysięcy wyprzedanych kopii; z czasem certyfikat podwójnej platyny), Szwecji (trzydzieści tysięcy sprzedanych kopii) i Stanów Zjednoczonych (w USA sprzedano ponad dwa miliony egzemplarzy singla, co po latach przyczyniło się do odznaczenia go certyfikatem dwukrotnej platyny). Singel pokrył się złotem w Austrii, we Francji i w Szwajcarii.
Oto lista nagród muzycznych przyznanych kompozycji:
| Rok  | Ceremonia                    | Nagroda                                              | Rezultat          |
| ---- | ---------------------------- | ---------------------------------------------------- | ----------------- |
| 1999 | Rennbahn Express Awards      | piosenka roku                                        | Wygrana           |
| 1999 | MTV Asia Awards              | artysta miesiąca (nagroda przyznana m.in. za singel) | Wygrana           |
| 1999 | Blockbuster Awards           | ulubiony singel                                      | Wygrana           |
| 1999 | Teen.com Awards              | najlepsza piosenka żeńskiego artysty                 | Wygrana           |
| 1999 | Billboard Music Video Awards | Maximum Vision                                       | Nominacja         |
| 1999 | Billboard Music Video Awards | najlepszy teledysk dance                             | Nominacja         |
| 1999 | Billboard Music Video Awards | najlepszy teledysk nowego artysty – muzyka dance     | Nominacja         |
| 1999 | Billboard Music Video Awards | najlepszy teledysk nowego artysty – muzyka pop       | Nominacja         |
| 2000 | Grammy Awards                | najlepszy żeński występ pop                          | Nominacja         |
| 2000 | ALMA Awards                  | wybitny teledysk                                     | Wygrana           |
| 2000 | World Music Awards           | najlepiej sprzedający się singel                     | Wygrana           |
| 2000 | Ivor Novello Awards          | międzynarodowy hit roku                              | Wygrana           |
| 2000 | BMI Awards                   | najlepsza piosenka                                   | Wygrana           |
| 2000 | ASCAP Pop Music Awards       | międzynarodowy singel roku                           | Wygrana           |
| 2000 | MuchMusic Video Awards       | wybór publiki: ulubiony artysta międzynarodowy       | Nominacja         |
| 2003 | TRL Awards                   | najlepszy teledysk                                   | Wygrana (II m-ce) |

## Listy utworów i formaty singla
| Amerykański promo CD 1. „Genie in a Bottle” (Radio Version) – 3:36 2. „Callout Hook” #1 – 11 3. „Callout Hook” #2 – 11 Amerykański singel CD 1. „Genie in a Bottle” (Album Version) – 3:36 2. „Blessed” – 3:03 Amerykańskie remiksy promocyjne 1. „Genie in a Bottle” (Eddie Arroyo Club Mix Long) – 6:28 2. „Genie in a Bottle” (Riprock ‘N’ Alex G. Club Mix) – 7:57 3. „Genie in a Bottle” (The Eddie Arroyo Rhythm Mix) – 4:26 4. „Genie in a Bottle” (Eddie Arroyo Dub Mix) – 6:28 5. „Genie in a Bottle” (Riprock ‘N’ Alex G. Street Mix) – 5:05 6. „Genie in a Bottle” (Flavio Vs. Mad Boris Mix) – 6:29 7. „Genie in a Bottle” (Acappella) – 4:16 Niemiecki singel CD 1. „Genie in a Bottle” (Album Version) – 3:36 2. „We’re a Miracle” – 4:09 Niemiecki maxi-singel 1. „Genie in a Bottle” – 3:36 2. „We’re a Miracle” – 4:09 3. „Don’t Make Me Love You (‘Til I’m Ready)” – 3:39 | Włoski maxi-singel 1. „Genie in a Bottle” (Eddie Arroyo Rhythm Mix) – 4:26 2. „Genie in a Bottle” (Riprock ‘n’ Alex G Mix) – 3: 50 3. „Genie in a Bottle” (Eddie Arroyo Radio Club) – 3:58 4. „Genie in a Bottle” (Album Version) – 3:36 Australijski singel CD 1. „Genie in a Bottle” – 3:30 2. „We’re a Miracle” – 4:09 3. „Don’t Make Me Love You (‘Til I’m Ready)” – 3:39 Kanadyjski singel CD 1. „Genie in a Bottle” – 3:36 2. „Blessed” – 3:06 Brytyjski promo CD 1. „Genie in a Bottle” – 3:36 Brytyjski singel CD #1 1. „Genie in a Bottle” (Album Version) – 3:36 2. „Blessed” 3:03 3. „Genie in a Bottle” (Acapella Mix) – 4:16 Brytyjski singel CD #2 1. „Genie in a Bottle” (Album Version) – 3:36 2. „Genie in a Bottle” (Eddie Arroyo Radio Club Mix) – 3:56 3. „Genie in a Bottle” (wideoklip) – 3:35 |

## Twórcy
- Główne wokale: Christina Aguilera
- Produkcja i aranżacja: Steve Kipner, David Frank
- Autor: Steve Kipner, David Frank, Pamela Shayne
- Mixer: Dave Way
- Producent wokalu: Pamela Sheyne, David Frank, Steve Kipner, współpr. Christina Aguilera
- Keyboard i bęben: David Frank, współpr. Steve Kipner
- Inżynier dźwięku: Paul Arnold, Ryan James Freeland

## Pozycje na listach przebojów
| Kraj/region                  | Notowanie (1999)                   | Wydawca                         | Najwyższa pozycja |
| ---------------------------- | ---------------------------------- | ------------------------------- | ----------------- |
| Argentyna                    | Top 100 Airplay                    | IFPI                            | 2                 |
| Argentyna                    | Top 100 Singles                    | IFPI                            | 1                 |
| Australia                    | Top 100 Singles                    | ARIA Charts                     | 2                 |
| Austria                      | Top 75 Singles                     | Ö3 Austria Top 40               | 1                 |
| Azja                         | MTV Asia Hitlist                   | MTV Asia                        | 1                 |
| Belgia (Flandria)            | Ultratop 50                        | Ultratop                        | 1                 |
| Belgia (Region Waloński)     | Ultratop 40                        | Ultratop                        | 3                 |
| Brazylia                     | Top 100 Singles                    | Billboard Brasil                | 4                 |
| Chile                        | Top 100 Singles                    | Nielsen Chile/IDERE/Monitec     | 1                 |
| Chorwacja                    | Official Singles Chart             | HRT                             | 10                |
| Dania                        | Top 40 Singles                     | Tracklisten                     | 1                 |
| Ekwador                      | Official Singles Chart             | IFPI                            | 1                 |
| Estonia                      | Eesti Top 20                       | Sõnumileht                      | 5                 |
| Europa                       | Hot 100 Singles                    | Billboard                       | 1                 |
| Europa                       | Radio Top 50                       | Music & Media                   | 1                 |
| Filipiny                     | Official Singles Chart             | PARI                            | 1                 |
| Finlandia                    | Top 20 Singles                     | ÄKT                             | 6                 |
| Francja                      | Official Airplay Chart             | SNEP/IFPI Ipsos                 | 1                 |
| Francja                      | Top 100 Singles                    | SNEP                            | 3                 |
| Grecja                       | Top 50 Singles                     | ΕΕΠΗ                            | 4                 |
| Hiszpania                    | Top 40 Airplay                     | PROMUSICAE                      | 1                 |
| Hiszpania                    | Top 50 Singles                     | PROMUSICAE                      | 1                 |
| Holandia                     | Dutch Top 40                       | MegaCharts                      | 3                 |
| Holandia                     | Mega Single Top 100                | MegaCharts                      | 2                 |
| Indonezja                    | Official Singles Chart             | LIMA                            | 1                 |
| Irlandia                     | Top 50 Singles                     | IRMA                            | 2                 |
| Islandia                     | Top 40 Singles                     | Íslenski Listinn                | 16                |
| Japonia                      | Top 100 Singles                    | Oricon                          | 39                |
| Kanada                       | Adult Contemporary Chart           | RPM                             | 1                 |
| Kanada                       | Dance/Urban Chart                  | RPM                             | 5                 |
| Kanada                       | Top 100 Airplay                    | BDS                             | 1                 |
| Kanada                       | Top 200 Singles                    | Nielsen SoundScan               | 1                 |
| Łotwa                        | Top 50 Airplay                     | IFPI                            | 9                 |
| Meksyk                       | Top 100 Singles                    | IFPI                            | 1                 |
| Niemcy                       | Top 100 Singles                    | Media Control Charts            | 2                 |
| Norwegia                     | Top 20 Singles                     | VG-lista                        | 1                 |
| Nowa Zelandia                | Top 40 Singles                     | RIANZ                           | 2                 |
| Polska                       | Lista przebojów Programu Trzeciego | PR3                             | 29                |
| Polska                       | Official Airplay Chart             | Music & Media                   | 12                |
| Polska                       | Top 30 Singles                     | 30 ton – lista, lista przebojów | 11                |
| Republika Południowej Afryki | Top 100 Singles                    | RISA                            | 2                 |
| Salwador                     | Official Singles Chart             | El Siglo de Torreón             | 2                 |
| Stany Zjednoczone            | Adult Top 40                       | Billboard                       | 31                |
| Stany Zjednoczone            | ARC Weekly Top 40                  | ARC                             | 1                 |
| Stany Zjednoczone            | Billboard Hot 100                  | Billboard                       | 1                 |
| Stany Zjednoczone            | Billboard Hot 100 Airplay          | Billboard                       | 1                 |
| Stany Zjednoczone            | Hot 100 Singles Sales              | Billboard                       | 1                 |
| Stany Zjednoczone            | Hot Latin Tracks                   | Billboard                       | 13                |
| Stany Zjednoczone            | Latin Pop Songs                    | Billboard                       | 13                |
| Stany Zjednoczone            | Latin Tropical Songs               | Billboard                       | 7                 |
| Stany Zjednoczone            | Pop 100                            | Billboard                       | 1                 |
| Stany Zjednoczone            | R&R CHR/Pop Charts                 | Radio & Records                 | 1                 |
| Stany Zjednoczone            | Rhythmic Top 40                    | Billboard                       | 1                 |
| Stany Zjednoczone            | Top 40 Mainstream (Pop Songs)      | Billboard                       | 1                 |
| Stany Zjednoczone            | Top 40 Tracks                      | Billboard                       | 1                 |
| Szwajcaria                   | Top 100 Singles                    | Schweizer Hitparade             | 2                 |
| Szwecja                      | Top 60 Singles                     | Sverigetopplistan               | 5                 |
| Świat                        | United World Chart                 | Media Traffic                   | 1                 |
| Świat                        | World Chart Show                   | High Energy Radio/Radio Express | 1                 |
| Węgry                        | Official Airplay Chart             | Magyar Rádió                    | 1                 |
| Węgry                        | Top 10 Singles                     | MAHASZ                          | 5                 |
| Wielka Brytania              | UK Official Airplay Chart          | OCC                             | 1                 |
| Wielka Brytania              | UK Singles Chart                   | OCC                             | 1                 |
| Włochy                       | Official Airplay Chart             | FIMI/Music & Media              | 1                 |
| Włochy                       | Top 50 Singles                     | FIMI                            | 1                 |

Notowania radiowe/internetowe
| Kraj   | Notowanie (1999)            | Wydawca                | Najwyższa pozycja | Data osiągnięcia pozycji szczytowej |
| ------ | --------------------------- | ---------------------- | ----------------- | ----------------------------------- |
| Polska | Szczecińska Lista Przebojów | Polskie Radio Szczecin | 4                 | 1999−11−13                          |

### Listy końcoworoczne
| Kraj/region       | Notowanie (1999)            | Wydawca              | Pozycja |
| ----------------- | --------------------------- | -------------------- | ------- |
| Argentyna         | Top Singles Internacionales | IFPI                 | 8       |
| Australia         | Top 100 Singles             | ARIA Charts          | 10      |
| Austria           | Top 75 Singles              | Ö3 Austria Top 40    | 9       |
| Belgia (Flandria) | Ultratop 50                 | Ultratop             | 23      |
| Brazylia          | Top 100 Singles             | Billboard Brasil     | 37      |
| Europa            | Hot 100 Singles             | Billboard            | 5       |
| Francja           | Top 100 Singles             | SNEP                 | 29      |
| Holandia          | Mega Single Top 100         | MegaCharts           | 10      |
| Kanada            | Top 200 Singles             | Nielsen SoundScan    | 12      |
| Łotwa             | Top 50 Airplay              | IFPI                 | 58      |
| Niemcy            | Top 100 Singles             | Media Control Charts | 7       |
| Nowa Zelandia     | Top 40 Singles              | RIANZ                | 3       |
| Rumunia           | Top 100 Singles             | Music & Media        | 11      |
| Stany Zjednoczone | Billboard Hot 100           | Billboard            | 7       |
| Stany Zjednoczone | Billboard Hot 100 Airplay   | Billboard            | 6       |
| Szwajcaria        | Top 100 Singles             | Schweizer Hitparade  | 10      |
| Szwecja           | Top 60 Singles              | Sverigetopplistan    | 39      |
| Świat             | United World Chart          | Media Traffic        | 3       |
| Wielka Brytania   | UK Singles Chart            | OCC                  | 13      |
| Włochy            | Top 50 Singles              | FIMI                 | 11      |

| Kraj/region | Notowanie (2000) | Wydawca | Pozycja |
| ----------- | ---------------- | ------- | ------- |
| Tajwan      | Top 100 Singles  | Hit FM  | 28      |

### Listy dekadowe
| Kraj              | Notowanie (1990−1999) | Wydawca              | Pozycja |
| ----------------- | --------------------- | -------------------- | ------- |
| Niemcy            | Top 100 Singles       | Media Control Charts | 110     |
| Stany Zjednoczone | Billboard Hot 100     | Billboard            | 43      |

### Listy wszech czasów
| Kraj, rok    | Notowanie             | Wydawca              | Pozycja |
| ------------ | --------------------- | -------------------- | ------- |
| Polska, 2021 | Top 500 wszech czasów | Radio Złote Przeboje | 3       |

## Sprzedaż i certyfikaty
| Kraj                         | Wydawca      | Certyfikat | Sprzedaż   |
| ---------------------------- | ------------ | ---------- | ---------- |
| Australia                    | ARIA         | platyna    | 70,000+    |
| Austria                      | IFPI         | złoto      | 25,000+    |
| Belgia                       | IFPI         | platyna    | 50,000+    |
| Francja                      | SNEP         | złoto      | 300,000+   |
| Kanada                       | Music Canada | platyna    | 80,000+    |
| Niemcy                       | IFPI         | platyna    | 500,000+   |
| Nowa Zelandia                | RIANZ        | 3x platyna | 45,000+    |
| Republika Południowej Afryki | RISA         | platyna    | 50,000+    |
| Stany Zjednoczone            | RIAA         | 2x platyna | 2,000,000+ |
| Szwajcaria                   | IFPI         | złoto      | 25,000+    |
| Szwecja                      | IFPI         | platyna    | 30,000+    |
| Wielka Brytania              | BPI          | 2x platyna | 884,000+   |

| Kraj            | Wydawca | Sprzedaż    |
| --------------- | ------- | ----------- |
| Wielka Brytania | BPI     | 25,100,000+ |

## Historia wydania
| Region            | Data                | Format             |
| ----------------- | ------------------- | ------------------ |
| Stany Zjednoczone | 22 czerwca 1999     | singel CD          |
| Holandia          | sierpień 1999       | singel CD, airplay |
| Niemcy            | 9 sierpnia 1999     | singel CD          |
| Francja           | 26 sierpnia 1999    | singel CD          |
| Wielka Brytania   | 4 października 1999 | singel CD          |

## Informacje dodatkowe
- Oficjalne wersje coverowe utworu nagrali lub wykonali: Sara Bareilles, Sofia Karlberg, Evil Adam, zespoły Thrice i Raven Zoë, deathmetalowa grupa Ten Masked Men, szkocka grupa poprockowa Speedway, Brendan Jones O’Connor oraz nieznany wykonawca stylizujący się na frontmana kapeli Marilyn Manson (w momencie opublikowania coveru w Internecie brany za samego Mansona).
- Sample z piosenki wykorzystano w singlach: „Genie in a Bottle” Bita Meddlera[10], „Quelque part” Sheryfy Luny[10], „Till I’m Gone” Tinie Tempaha i Wiza Khalify oraz „Crying in the Club” Camili Cabello[21].
- „Genie in a Bottle” znalazł się na wydanej przez RCA Records kompilacji Grammy Nominees 2000, na którą złożyły się utwory nominowane do nagrody Grammy w 2000 roku.

## Genie 2.0
„Genie 2.0” to cover/remiks „Genie in a Bottle”. nagrany w 2008 roku i zamieszczony na pierwszym albumie kompilującym największe przeboje Aguilery, Keeps Gettin’ Better – A Decade of Hits. Materiał jest jedną z czterech nowych piosenek, które pojawiły się na składance. Podobnie jak „You Are What You Are (Beautiful)”. remiks innego hitu Christiny Aguilery zawarty na kompilacji, „Genie 2.0” wyprodukowany został przez Lindę Perry. Kompozycja zrealizowana jest w konwencji muzyki elektronicznej, gatunkowo określana jest jako electropop, przez co nawiązuje do stylu, w którym Aguilera nagrała swój szósty album studyjny Bionic (2010).
Cover zebrał pozytywne recenzje krytyków. Stephen Thomas Erlewine, publicysta współtworzący serwis internetowy AllMusic, uznał, że nagranie utrzymane jest w „chłodnej”. futurystycznej konwencji. Pamflecistka pisząca dla witryny muzyka.wp.pl wtórowała opinii Erlewine’a, twierdząc, że „Genie 2.0” to „kompozycja mocno osadzona w zimnym electro”. Według Filipa Wiącka (allaboutmusic.pl), elektroniczne zwrotki piosenki są „super”. Pracownik serwisu Associated Content, przechrzczonego w przyszłości na Yahoo! Voices, napisał w swej recenzji, że brzmienie „Genie 2.0” jest „interesujące” – „bardziej melodyjne i utrzymane w stylu techno, w przeciwieństwie do oryginału”. Redaktor witryny o tematyce muzycznej Sputnikmusic.com, Nick Burler, porównał nagranie do singla duetu Eurythmics „Sweet Dreams (Are Made of This)” (1983) oraz nazwał je „wspaniałym dokonaniem”. Zdaniem redaktorów strony internetowej the-rockferry.onet.pl, „Genie 2.0” to jedna z dziesięciu najlepszych kompozycji nagranych przez Aguilerę w latach 1997−2010.
We wrześniu 2008 Aguilera wystąpiła z piosenką „Genie 2.0” podczas dwudziestej piątej z kolei gali rozdania nagród MTV Video Music Awards w Paramount Pictures Studios w Los Angeles. Była to pierwsza okazja do zaprezentowania coveru. W grudniu 2016 Aguilera zaśpiewała „Genie 2.0” na gali wręczenia Rosyjskich Nagród Muzycznych. Pod koniec 2008 roku utwór zajął miejsce #161 na liście przebojów UK Singles Chart. Promocyjne, darmowe kopie utworu wydano w Hongkongu.

### Pozycje na listach przebojów
| Kraj/region     | Notowanie (2008) | Wydawca | Najwyższa pozycja |
| --------------- | ---------------- | ------- | ----------------- |
| Wielka Brytania | UK Singles Chart | OCC     | 161               |

## Wersja Dove Cameron
W roku 2016 amerykańska aktorka i piosenkarka Dove Cameron nagrała własną wersję piosenki. Utwór nie promował wydawnictwa albumowego; wydany został jako singel 18 marca 2016 nakładem Walt Disney Records. Nagranie „Genie in a Bottle” zainspirował serial telewizyjny Descendants: Wicked World (2015), w którym grała wykonawczyni. Cameron, gwiazda Disney Channel, zrealizowała cover piosenki oryginalnie nagranej przez inną artystkę związaną z koncernem Walta Disneya. W latach 90. Aguilera występowała w programie typu talent show The Mickey Mouse Club, także nadawanym przez Disney Channel. Tekst coveru został częściowo zmieniony: w jednym z wersów, zamiast „I’m a genie in a bottle, you gotta rub me the right way” („jestem duszkiem w butelce, musisz potrzeć mnie tak, jak trzeba”), Cameron śpiewa: „I’m a genie in a bottle, you gotta ask me the right way” („jestem duszkiem w butelce, musisz zapytać mnie w należyty sposób”). Cameron wyznała, że nagranie nowej wersji przeboju Christiny Aguilery, która była jej idolką od czasów dzieciństwa, stanowiło dla niej wyróżnienie.

### Teledysk
Singel promowany był teledyskiem, w którym fioletowowłosa Cameron odnajduje złotą lampę. W kontakcie z przedmiotem przenosi się do magicznego świata dżinna. Reżyserowane przez Jaya Martina wideo zainspirowane zostało odcinkiem serialu Descendants: Wicked World pt. Genie Chic; Cameron występuje w nim jako bohaterka telewizyjna, Mal. Premiera klipu odbyła się 18 marca 2016 roku.

### Pozycje na listach przebojów
| Kraj/region       | Notowanie (2016)                 | Wydawca   | Najwyższa pozycja |
| ----------------- | -------------------------------- | --------- | ----------------- |
| Stany Zjednoczone | Billboard Bubbling Under Hot 100 | Billboard | 11                |

### Historia wydania
| Region            | Data          | Format           | Wytwórnia           |
| ----------------- | ------------- | ---------------- | ------------------- |
| Stany Zjednoczone | marzec 2016   | airplay          | Walt Disney Records |
| Stany Zjednoczone | 18 marca 2016 | digital download | Walt Disney Records |